# Julia, Anna, Genowefa...
Julia, Anna, Genowefa... – polski film psychologiczny z 1967 roku.

## Obsada aktorska
- Wanda Neumann - Anna Wilimska
- Antonina Gordon-Górecka - dyrektor Rutowiczowa
- Jolanta Lothe - Irma Dziwiszówna, przyjaciółka Anny
- Halina Buyno-Łoza - matka Szymgałów
- Zofia Truszkowska - Stefania Karolakowa, przybrana matka Anny
- Janusz Bukowski - Jerzy Wilimski, mąż Anny
- Wirgiliusz Gryń - Władek Szymgała
- Andrzej Kopiczyński - Marek, syn Rutowiczowej
- Bolesław Płotnicki - ojciec Szymgałów
- Ryszard Dembiński - Krygier
- Ryszarda Hanin - matka poszukująca córki
- Hanna Małkowska - pani Szulc, kierowniczka domu dziecka
- Gabriel Nehrebecki - Rajmund Szymgała
- Wiesława Niemyska - Szymgałówna
- Ewa Mirowska - urzędniczka PCK
- Barbara Rylska - piosenkarka Renata Sieniawska vel Miecia Kopyto
- Lidia Skibicka-Rydzikowska - występuje w roli samej siebie, bohaterki filmu "Dzieci z rampy"
- Ireneusz Kaskiewicz - Rysiek

## Fabuła
25-letnia Anna pracuje w laboratorium łódzkiej fabryki włókienniczej. Mieszka z matką i niedawno poślubionym mężem. Jej dotychczasowe życie wali się, kiedy w domu pojawia się nieznajoma, która szuka córki zaginionej w czasie wojny. Wtedy Anna dowiaduje się od matki, że była adoptowana. Od tej pory próbuje odnaleźć swoją biologiczną matkę. Szuka w PCK, domach dziecka, nawet prosi o pomoc telewizję. Pojawiają się setki listów i rozmowy z korespondentami. Dla jednych jest Anną, dla innych Julią, a nawet Genowefą. Zagubiona i broniąca się przed uczuciem do domniemanego brata, odwiedza Lidię – córkę Oświęcimia – która znalazła swoją rodzinę. Tu uświadamia sobie, że znalezienie swoich rodziców niczego nie zmieni.

## Zdjęcia
- Łódź